# 야도리키촌
야도리키촌(일본어: 寄村)은 일본 가나가와현 아시가라카미군에 존재했던 촌이다. 현재의 마쓰다정의 북부에 해당한다.

## 역사
- 1889년 4월 1일 - 정촌제 시행에 의해 아시가라카미군 야도리키촌이 성립하였다.
- 1955년 4월 1일 - 마쓰다정과 합병해, 새로운 마쓰다정이 성립해, 동일 야도리키촌은 폐지되었다.

## 참고 문헌
- 角川日本地名大辞典編纂委員会,『角川日本地名大辞典 神奈川県』1984, 角川書店
- 新編相模国風土記稿
  - 「圖説」『大日本地誌大系』 第36巻新編相模国風土記稿1巻之12村里部足柄上郡巻之1、雄山閣、1932年8月。NDLJP:1179198/80。
  - 「大井庄 萱沼村」『大日本地誌大系』 第36巻新編相模国風土記稿1巻之16村里部足柄上郡巻之6、雄山閣、1932年8月。NDLJP:1179198/123。